# Jaromír Hrubý
Jaromír Hrubý, také Jaroš Hrubý (23. října 1852 Kardašova Řečice – 3. února 1916 Královské Vinohrady), byl český novinář, spisovatel, knihovník a překladatel, propagátor ruské literatury, čestný měšťan Kardašovy Řečice.

## Život
Navštěvoval jindřichohradecké gymnázium. V roce 1870 začal studovat fyziku a matematiku na Vysoké škole technické v Praze; studium ale nedokončil. Poté byl zaměstnán v kanceláři stavby Národního divadla. V letech 1875 až 1878 působil jako vychovatel a učitel slovanských jazyků v rodině českého vlastence a mecenáše Rudolfa Thurn-Taxise.
Byl zapojen do činnosti Umělecké besedy, ve které od roku 1878 dělal knihovníka.
V letech 1880 až 1890 dělal vychovatele v Rusku.
Překládal díla autorů ruské klasické literatury (Lev Nikolajevič Tolstoj, Fjodor Michajlovič Dostojevskij, Ivan Sergejevič Turgeněv, Nikolaj Alexejevič Někrasov).
Přispíval do Ottova slovníku naučného pod značkou Hbý.
Zemřel svobodný v nemocnici na Královských Vinohradech.

## Dílo (výběr)
- Ze světa slovanského. svazek 1. Český Brod: nakladatel Josef Miškovský 1885[5]
- Řečice Kardašová a bývalé panství řečické. Praha, 1893, 283 str. (znovu vydáno v roce 2018 vydavatelstvím GARN, Brno)[6]
- Místopis Řečice Kardašovy (znovu vydáno v roce 2013 vydavatelstvím GARN, Brno)[7]